# Liste der Biografien/Nio
Liste der Biografien |
Portal Biografien |
Personensuche
# |
A |
B |
C |
D |
E |
F |
G |
H |
I |
J |
K |
L |
M |
N |
O |
P |
Q |
R |
S |
T |
U |
V |
W |
X |
Y |
Z |
?
 
Na |
Nb |
Nc |
Nd |
Ne |
Nf |
Ng |
Nh |
Ni |
Nj |
Nk |
Nl |
Nm |
Nn |
No |
Nr |
Ns |
Nt |
Nu |
Nv |
Nw |
Nx |
Ny |
Nz
 
Nia |
Nib |
Nic |
Nid |
Nie |
Nif |
Nig |
Nih |
Nii |
Nij |
Nik |
Nil |
Nim |
Nin |
Nio |
Nip |
Niq |
Nir |
Nis |
Nit |
Niu |
Niv |
Niw |
Nix |
Niy |
Niz
Die Liste der Biografien führt alle Personen auf, die in der deutschsprachigen Wikipedia einen Artikel haben. Dieses ist eine Teilliste mit 15 Einträgen von Personen, deren Namen mit den Buchstaben „Nio“ beginnt.

## Nio
- Nio, deutscher Rapper und Songwriter

### Niob
- Niobiden-Maler, griechischer Vasenmaler

### Niod
- Niode, Lukman (1963–2020), indonesischer Schwimmer

### Niog
- Niogret, Corinne (* 1972), französische Biathletin
- Niogret, Justine (* 1978), französische Schriftstellerin und Übersetzerin
- Niogret, Olivier (* 1975), französischer Biathlet

### Niol
- Niol, Laurent (* 1973), französischer Freestyle-Skier

### Niom
- Niombla, Gnonsiane (* 1990), französisch-senegalesische Handballspielerin

### Niop
- Nioplias, Nikolaos (* 1965), griechischer Fußballspieler

### Nior
- Nioradze, Georg (1886–1951), georgisch-sowjetischer Prähistoriker, Ethnologe und Hochschullehrer
- Niort, Bernard-Othon de, Seigneur

### Nios
- Niosi, Bert (1909–1987), kanadischer Bandleader, Klarinettist, Saxophonist und Komponist
- Niosi, Chris (* 1988), US-amerikanischer Animator und Synchronsprecher

### Niou
- Niou, Yuh-Line (* 1983), taiwanisch-amerikanische Politikerin

### Nioz
- Nioze, Paul (* 1967), seychellischer Dreispringer